# Protecció ocular

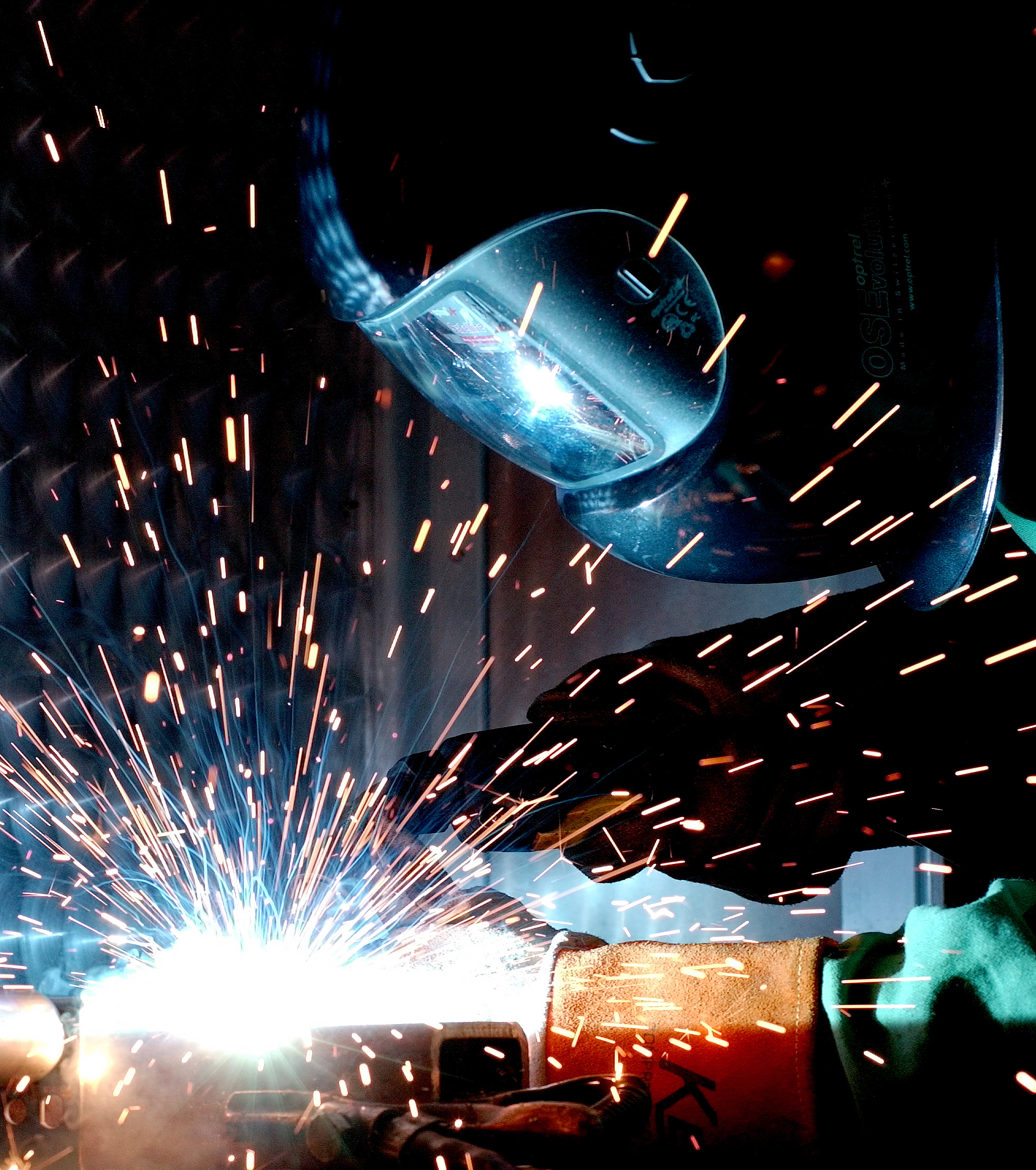
Soldant amb un casc protector de soldadura

Una protecció ocular és una protecció per als ulls i, de vegades, per a la cara, dissenyat per reduir el risc de lesions o d'absorció de contaminants a través de la mucosa ocular. Entre els exemples de riscos que requereixen protecció ocular poden ser: impacte de partícules o restes, llum o radiació, exposició al vent, calor, aigua de mar o impacte d'algun tipus de pilota o element usat en esports.
La protecció ocular es divideix generalment en categories, com poden ser: ulleres de protecció; ulleres, casc o escut de mà de soldadura; cascos o caputxes no rígides; caretes (amb respirador o sense).

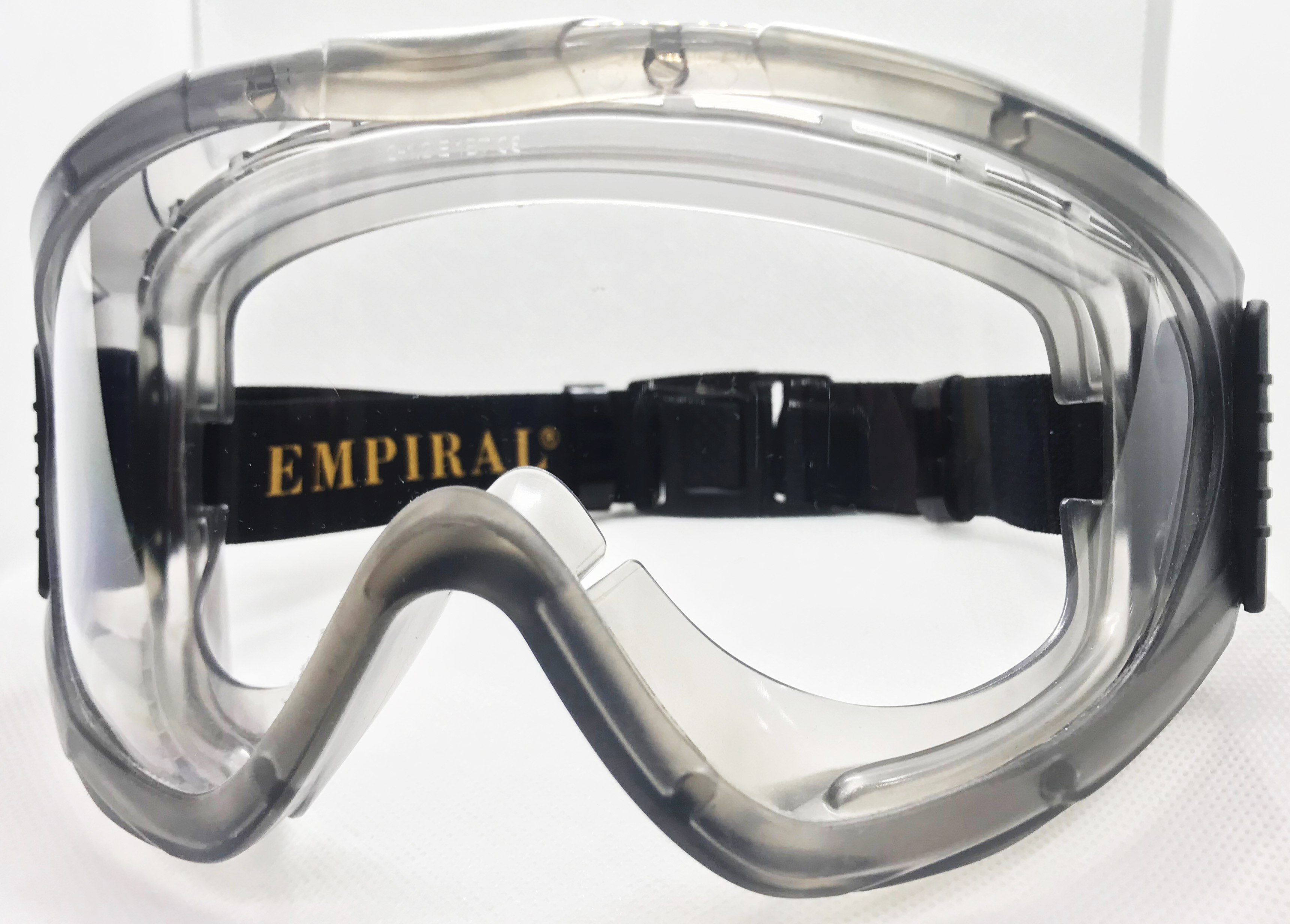
Ulleres de seguretat
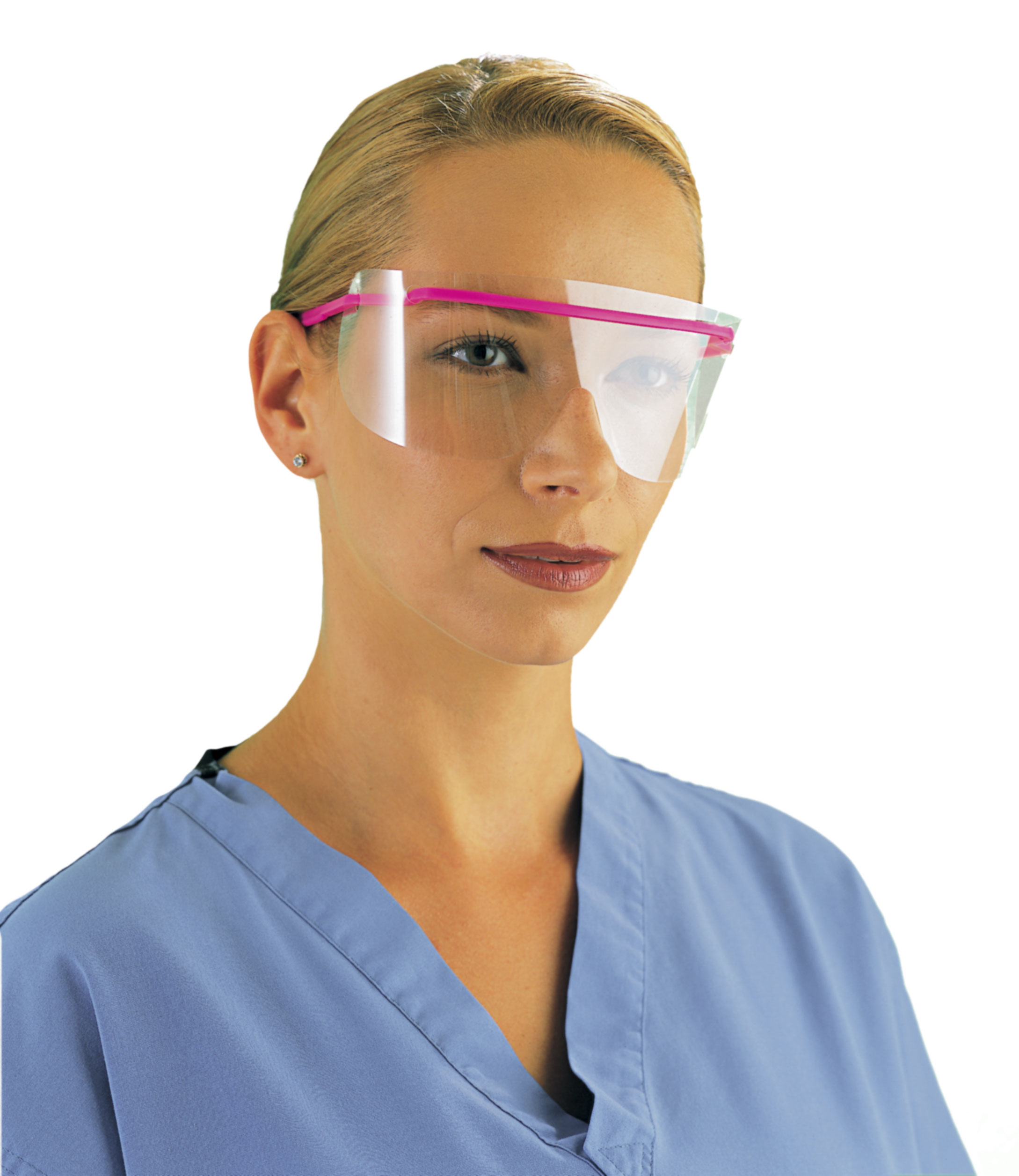
Protector ocular sanitari
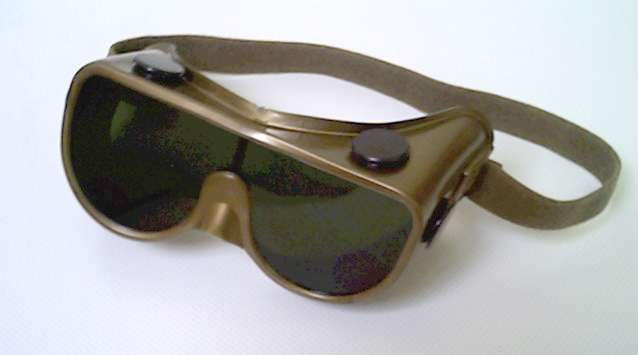
Ulleres de soldar
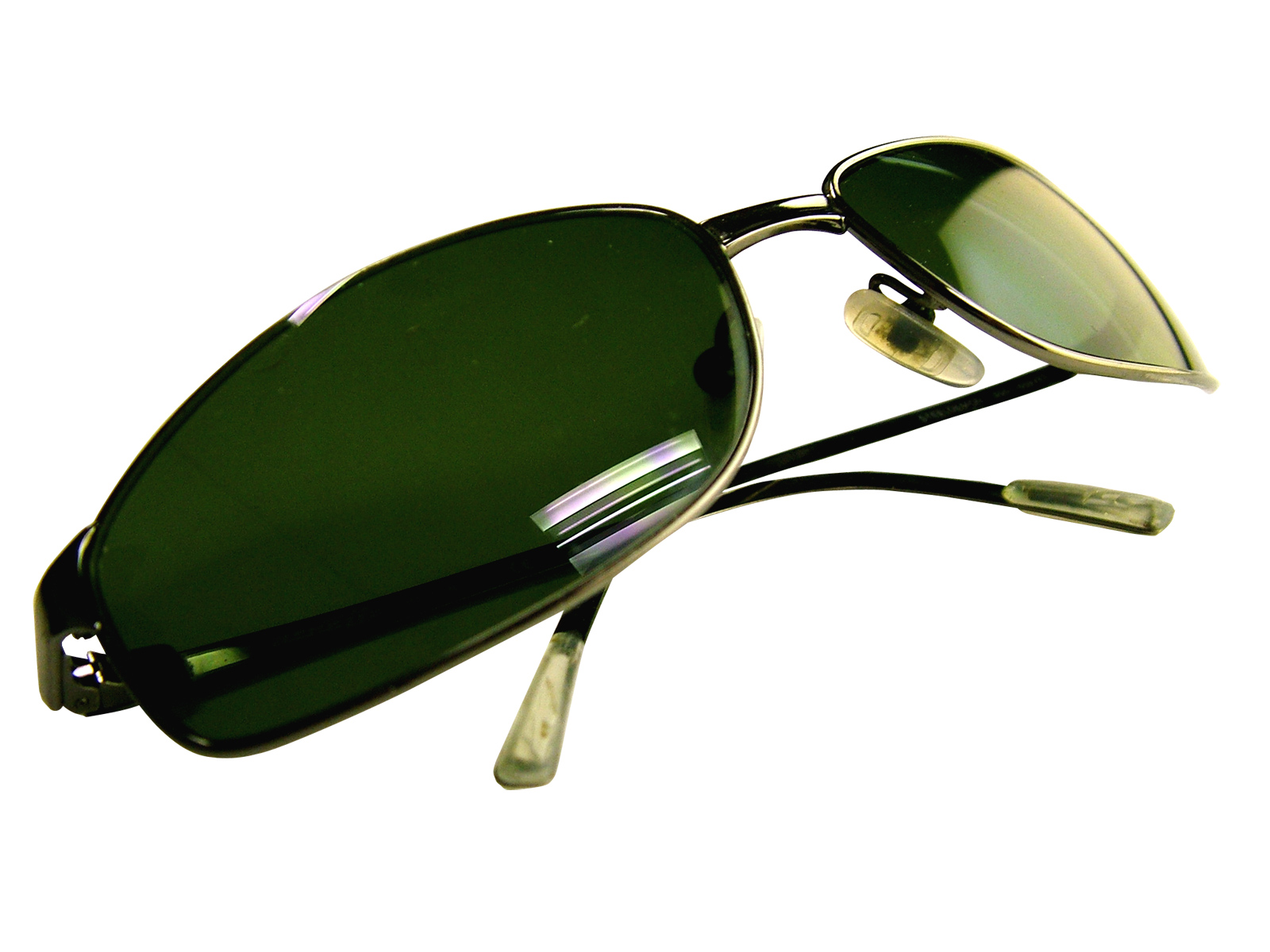
Ulleres de sol